# Bács-Kiskun vármegye kastélyainak és kúriáinak listája
Ebben a listában Bács-Kiskun vármegye várai, kastélyai és kúriái találhatók.

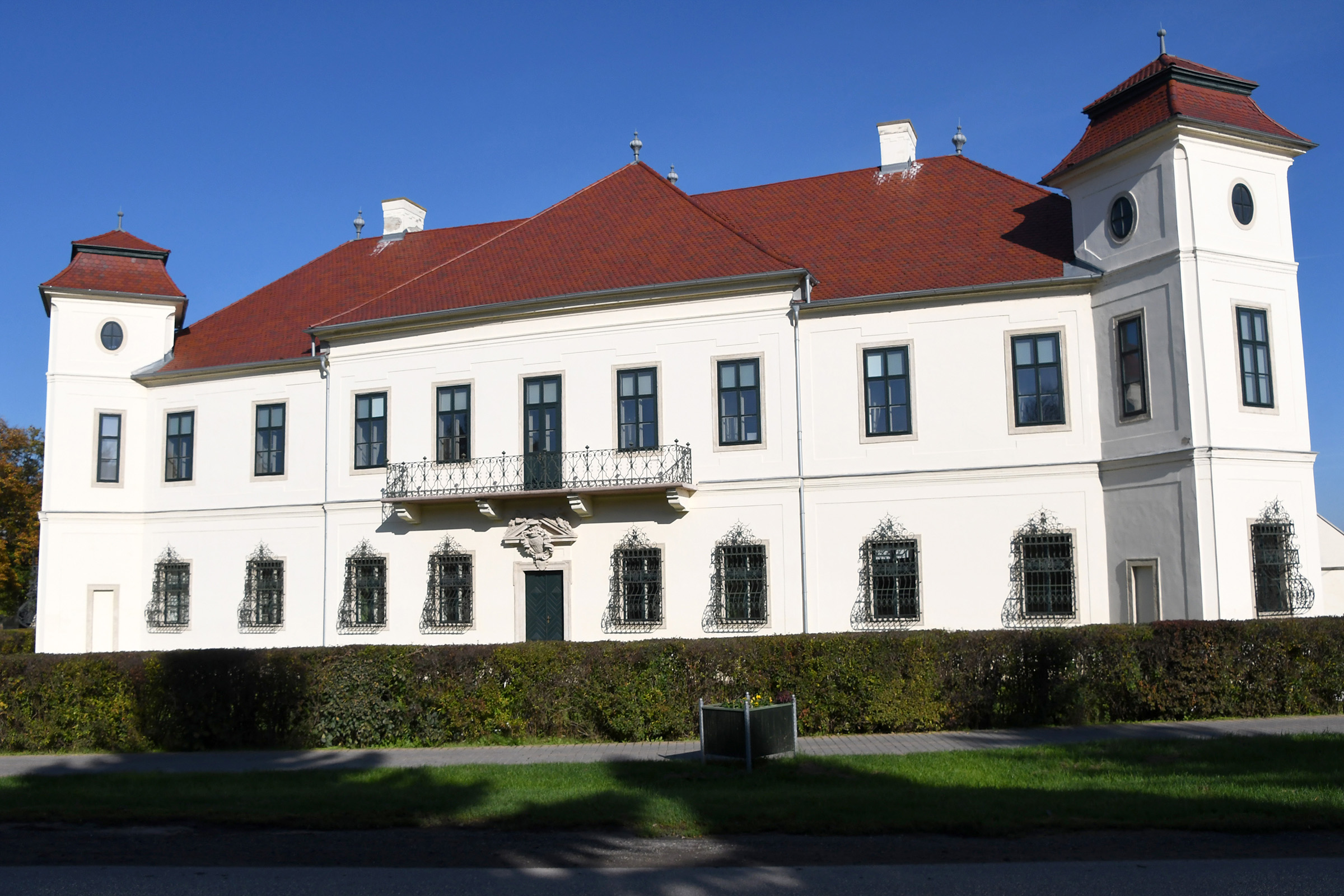
Kalocsai érseki kastély, Hajós

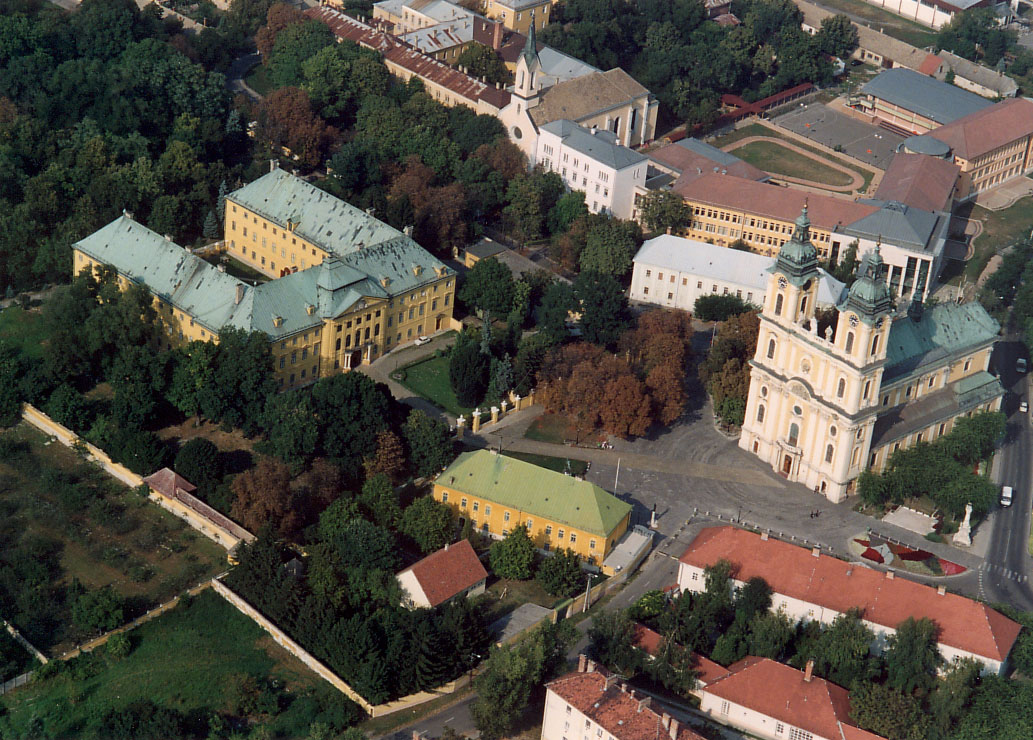
Kalocsai érseki kastély, Kalocsa

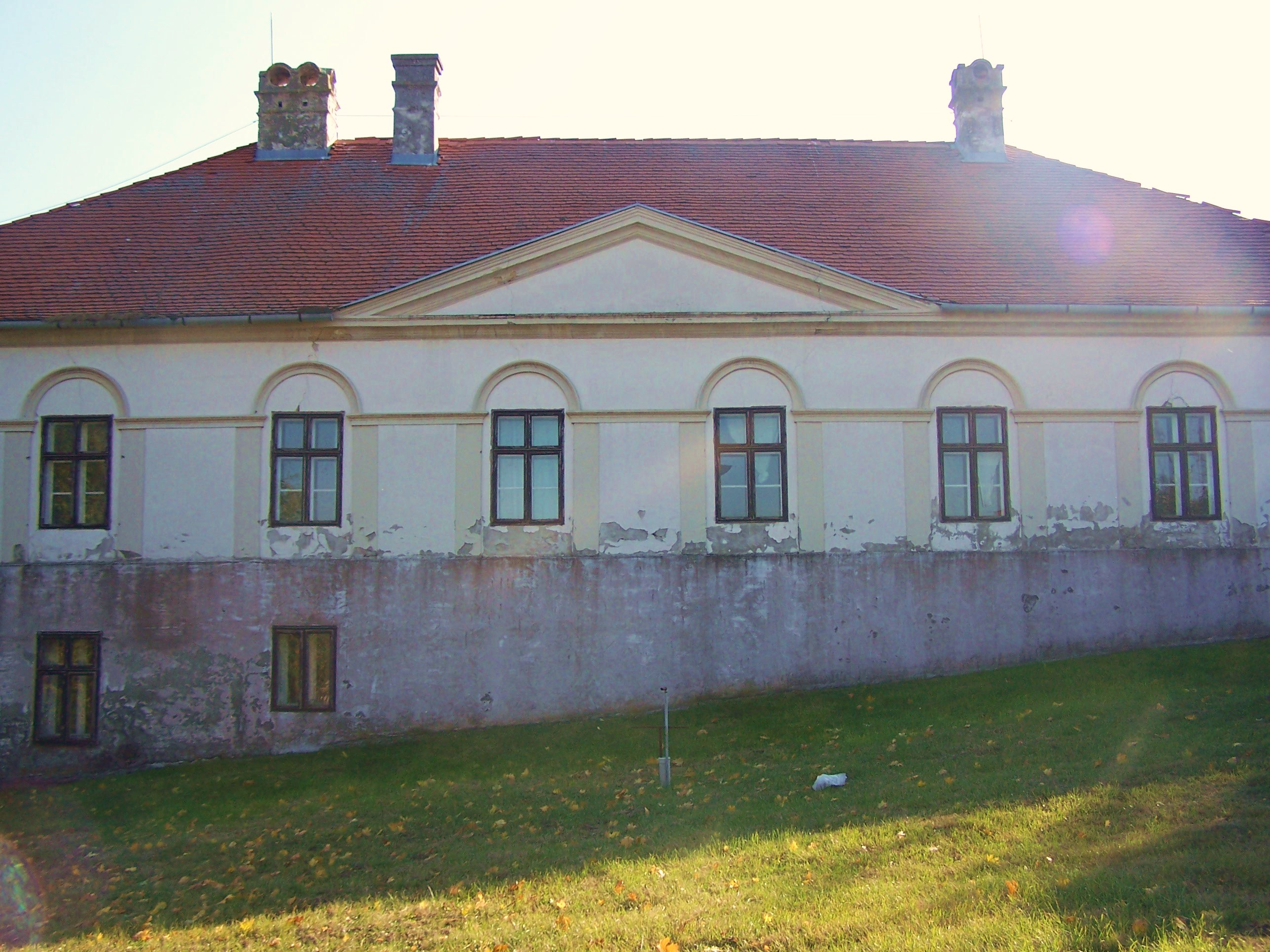
Latinovits (József)-kastély, Bácsborsód

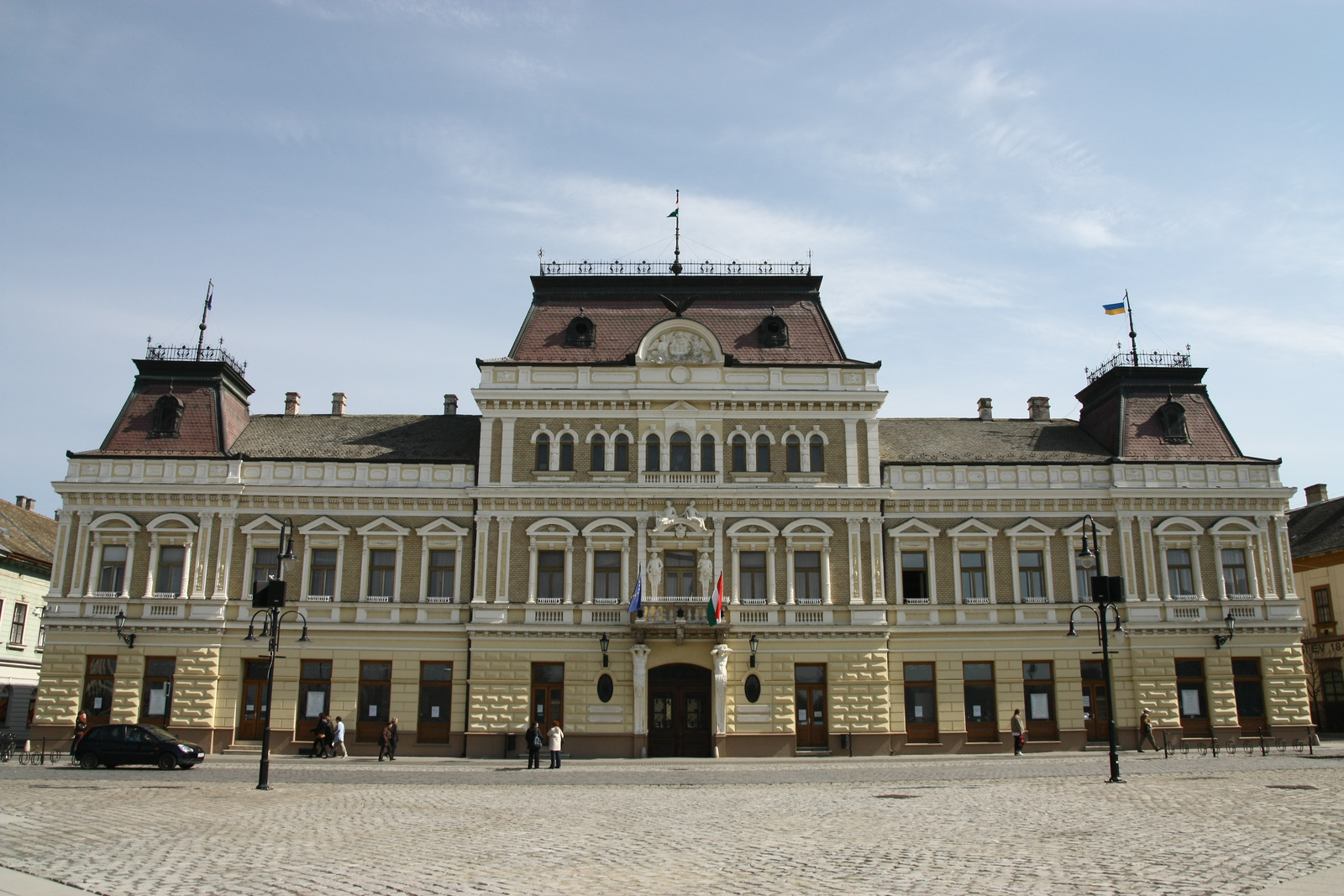
Patasich–Grassalkovich–Viczay–Zichy-Ferraris-kastély, Baja

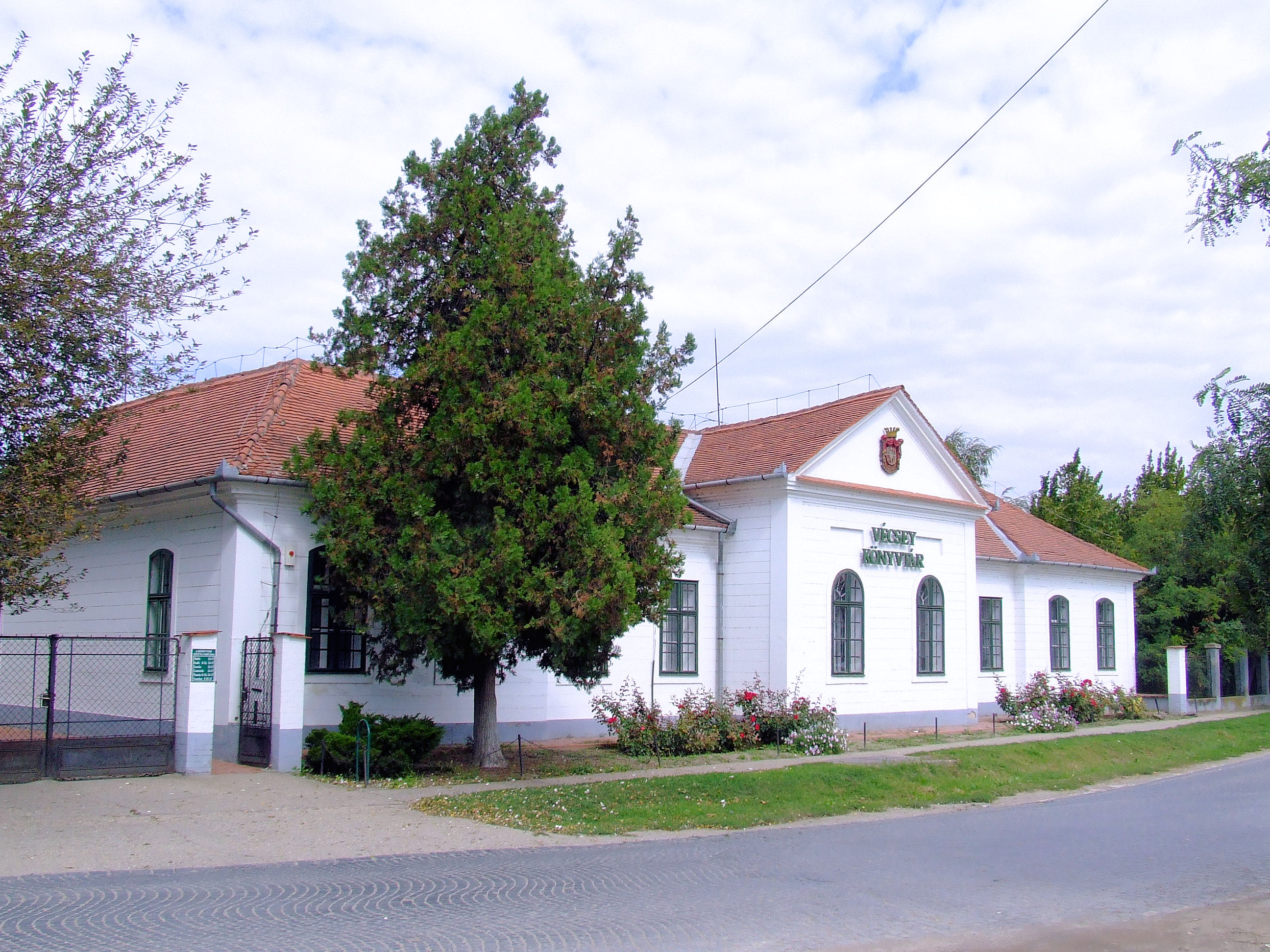
Vécsey-kastély, Solt

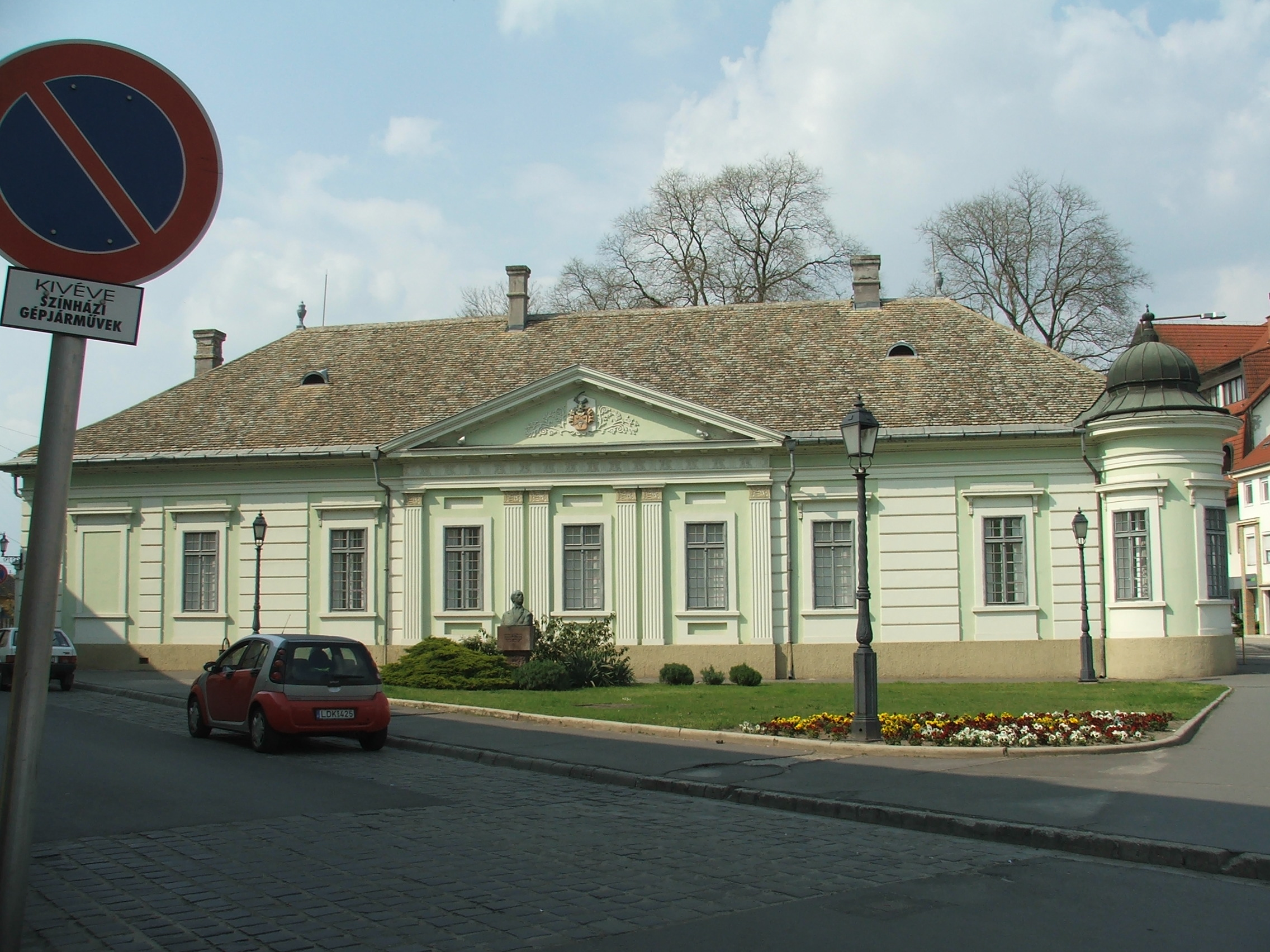
Vojnits–Herczfeld–Grünhut-kúria, Baja

## Jelenleg is látható várak, kastélyok és kúriák
- Antonovits-kúria (Bácsalmás)
- B. Farkas-kúria (Kecskemét)
- B. Farkas-kúria (Kerekegyháza)
- Babó–Fridrich-kúria (Kiskunhalas)
- Baky-kúria (Kiskunhalas)
- Bencze-kastély (Dunapataj)
- Beniczky–Ivánka–Vékony-kúria (Tázlár)
- Berg-kúria (Tass)
- Bernáth–Szalay-kúria (Tass)
- Bibó–Szász-kúria (Kiskunhalas)
- Cebrian-kúria (Solt)
- Borsay-kúria (Kiskőrös)
- Cserey-Pechány-kúria (Bugac-Felsőmonostor)
- Endre-kúria (Petőfiszállás-Szentkút)
- Fechtig–Steer-kúria (Tiszaug)
- Fekete-kúria (Kunadacs)
- Földváry-kúria (Tass)
- Gajáry–Gergely-kúria (Öregcsertő)
- Gajáry–Stielly-kúria (Kecel)
- Geréby-kastély (Szabadszállás)
- Geréby-kúria (Kunadacs-Felsőadacs)
- Geréby-kúria (Kunadacs-Nagyadacs)
- Geréby-kúria (Kunadacs-Peregadacs)
- Geréby-kúria (Lajosmizse)
- Gróf–Bauer-kúria (Fülöpjakab)
- Habsburg-kastély (Hercegszántó-Karapancsa)
- Habsburg-kiskastély (Hercegszántó-Karapancsa)
- Horthy-kúria (Katymár)
- Horváth–Kamenszky-kúria (Tass)
- Ivánka-kúria (Soltszentimre)
- Kalocsai érseki kastély (Hajós)
- Kalocsai érseki kastély (Kalocsa)
- Kalocsai érseki kúria (Érsekhalma)
- Kalocsai székeskáptalani kúria (Császártöltés-Kiscsala)
- Kecskemét város vadászkastélya (Lakitelek-Tőserdő)
- Kelemen–Harsányi–Schaaf–Michels-kastély (Kunbaracs)
- Kende–Nadányi–Kemény–Darányi-kastély (Tass)
- Kláber-kúria (Lajosmizse)
- Knob-kúria (Pirtó)
- Kolozsváry Kiss-kúria (Kiskunhalas)
- Kovachich-kúria (Bácsalmás)
- Kovachich-kúria (Bugac-Felsőmonostor)
- Latinovits (Ernő)–Pucher–Schumacher–Sauerborn-kastély (Bácsborsód)
- Latinovits (Gedeon)-kúria (Bácsborsód)
- Latinovits (József)-kastély (Bácsborsód)
- Luby–Bánhidy–Üchtritz-Amádé-kúria (Tiszaug)
- Lukáts-kúria (Soltvadkert)
- Madarassy–Soltész-kúria (Tass)
- Martonovits–Geréby-kúria (Szabadszállás)
- Máthé–Virágh-kúria (Felsőlajos)
- Mizsey-kúria (Lajosmizse)
- Móczár-kúria (Kerekegyháza)
- Nagy-kúria (Izsák)
- Nemes–Caffarelli-kúria (Solt)
- Nemes-kastély (Tass-Szenttamáspuszta)
- Orczy–Stametz-Mayer–Pallavicini-kúria (Pálmonostora)
- Orczy–Stametz-Mayer–San Martino–Boncompagni-Ludovisi-kúria (Jánoshalma)
- Papp-Ragány–Simala-kastély (Kecskemét-Hetényegyháza)
- Patasich–Grassalkovich–Viczay–Zichy-Ferraris-kastély (Baja)
- Péter–Monspart-kúria (Kiskunhalas)
- Pongrácz–Draskovich-kúria (Solt-Kopaszhalom)
- Prehoffer-kúria (Mélykút-Öregmajor)
- Radwány-kastély (Tiszaug)
- Redl–Nyéky–Podmaniczky-kastély (Tompa)
- Ricsóváry Takács-kúria (Lajosmizse)
- Rusz-kúria (Gátér)
- San Martino–Boncompagni-Ludovisi-kúria (Jánoshalma-Terézhalom)
- Sikari Kovács–Sántha-kúria (Jakabszállás-Sánthamajor)
- Siskovics–Fischof-kúria (Bácsalmás)
- Stametz-Mayer–San Martino–Boncompagni-Ludovisi-kastély (Kisszállás)
- Szabó–Tarjány-kúria (Kiskunfélegyháza)
- Szakáll–Almássy-kúria (Felsőlajos)
- Szappanos-kúria (Helvécia-Köncsögpuszta)
- Szappanos-kúria (Kunszentmiklós)
- Szappanos-kúria (Városföld)
- Szenes-kúria (Kunadacs-Középadacs)
- Szerbith-kúria (Tass)
- Tarnay-kúria (Lajosmizse)
- Teleki-kastély (Solt-Alsórévbér)
- Teleki-kastély (Solt-Felsőrévbér)
- Teleki-kúria (Dunatetétlen)
- Tóth-Márton-kúria (Szakmár)
- Törley-kúria (Solt-Járáspuszta)
- Uzovich-kúria (Izsák)
- Vécsey-kastély (Solt)
- Végh-kúria (Kiskunhalas)
- Végh-kúria (Tass)
- Virágh–Tóth-kúria (Kunszentmiklós)
- Vojnits–Herczfeld–Grünhut-kúria (Baja)
- Wagner-kastély (Harta-Állampuszta)
- Wéber-kastély (Helvécia)
- Zlinszky-kúria (Tass)

## Átépített, nem beazonosítható kastélyok és kúriák
- Süthő–Zlinszky–Stromer-kúria (Izsák)
- Szily-kúria (Izsák)

## Romba dőlt vagy elbontott várak, kastélyok és kúriák
- Bánhidy-kúria (Kiskunfélegyháza)
- Boczonádi Szabó-kúria (Kiskunfélegyháza)
- Boronkay-kúria (Tass)
- Beniczky–Láng-kúria (Bócsa)
- Benyovszky–Kvassay–Kossuth–Ordódy-kúria (Solt)
- Bereczky–Baky-kúria (Tass)
- Bibó–Kovács-kúria (Harkakötöny)
- Blaskovich-kúria (Soltszentimre)
- Darányi–Hóman-kúria (Tass)
- Draskovits-kúria (Kiskunfélegyháza)
- Dulovics-kúria (Homokmégy)
- Endre-kúria (Kiskunfélegyháza)
- Faldum-kúria (Mélykút-Ciframajor)
- Fazekas-kúria (Kiskunfélegyháza)
- Gyenes-kúria (Kunszentmiklós)
- Halm-kúria (Madaras)
- Herczeg-kúria (Solt-Tételalja)
- Hetényi-kúria (Apostag)
- Hóman-kúria (Tass-Hómantanya)
- Jenovay-kúria (Kiskunfélegyháza)
- Károlyi–Pálffy-kúria (Tiszaalpár-Tiszaújfalu)
- Klinger-kúria (Mélykút-Jankamajor)
- Koháry–Coburg-kúria (Nyárlőrinc)
- Koronay-kúria (Bácsalmás)
- Kubinyi–Bikády–Csenki-kúria (Tázlár)
- Latinovits–Horthy-kastély (Katymár)
- Latinovits (Albin)-kúria (Madaras)
- Latinovits (János)-kúria (Katymár)
- Latinovits (Miklós)-kúria (Bácsborsód)
- Latinovits (Oszkár)-kúria (Madaras-Göböljáráspuszta)
- Mikes-kúria (Kunbaracs-Daruhát)
- Puhl-kúria (Katymár-Flórapuszta)
- Radvánszky–Strassburger-kúria (Tabdi)
- Ring-kúria (Bugac-Felsőmonostor)
- Ring-kúria (Kiskunfélegyháza)
- Rudics–Szászy–Teleki-kúria (Bácsalmás)
- Skribanek-kúria (Mélykút-Dózsamajor)
- Sváb–Katona-kúria (Gátér)
- Szabó (Béla)-kúria (Kiskunfélegyháza)
- Szabó-kúria (Kiskunfélegyháza)
- Tarjány (Kálmán)-kúria (Kiskunfélegyháza)
- Táby-kúria (Kiskunfélegyháza)
- Törley–Bauer-kastély (Solt-Járáspuszta)